# 瓦平松的浴女
瓦平松的浴女（法文: La Grande baigneuse;或La Baigneuse de Valpinçon; 英文: The Bather或 The Bather of Valpincon）是法国画家让·奥古斯特·多米尼克·安格尔于1808年创作的一幅油画。显示了一裸体浴女背对观者的情景。现藏于法国巴黎卢浮宫。